# Liste d'entreprises productrices d'électricité
En 2010, les 10 principales entreprises productrices d'électricité dans le monde, en termes de puissance installée (GW) étaient dans l'ordre:
1. China Energy Investment (Chine) : 225 gigawatts (GW)
2. EDF (France) : 123,4 (GW)
3. Engie (France) : 107 GW
4. China Datang (Chine) : 100 GW
5. Enel (Italie) : 95 GW
6. Huaneng (Chine) : 80 GW
7. E.ON (Allemagne) : 73 GW
8. Kepco (Corée du Sud) : environ 65 GW
9. Tepco (Japon) : 64,3 GW
10. RWE (Allemagne) : 49,6 GW
11. Iberdrola (Espagne) : environ 44 GW

En 2017, les autorités chinoises ont annoncé la fusion de China Guodian Corporation et de Shenhua. Cette fusion créée un groupe, qui prendra pour nom National Energy Investment Group. Les capacités de production de ce nouveau groupe (environ 225 GW) en font le plus grand producteur d'électricité au monde.

## Afrique du Sud
- Eskom

## Algérie
- Sonelgaz

## Allemagne
- EnBW
- E.On
- RWE
- Vattenfall
- MVV

## Arabie saoudite
- Saudi Electricity Company (SEC)

## Australie
- Origin Energy
- Energy Australia
- SEC Victoria (fmr.)
- Powercor
- AGL
- Alinta
- Citipower
- ETSA
- Western Power
- Energex
- ActewAGL
- Ergon Energy
- Power and Water

## Autriche
- Verbund AG

## Belgique
- Electrabel
- Société productrice d'électricité
- Luminus

## Brésil
- Eletrobras
- Tractebel Energia

## Burkina Faso
- Société Nationale d'électricité du Burkina Faso

## Cameroun
- Enéo Cameroon (ex AES Sonel)

## République centrafricaine
- Enerca, Énergie centrafricaine

## Canada
- Newfoundland and Labrador Hydro
- Churchill Falls (Labrador) Corporation Limited
- Fortis Inc. (Newfoundland Power et Maritime Electric)
- Emera (Nova Scotia Power)
- Énergie NB
- Hydro-Québec (37,3 GW en 2018[4])
- Ontario Power Generation (anciennement Ontario Hydro)
- Bruce Power
- Manitoba Hydro
- SaskPower
- TransAlta
- BC Hydro
- Yukon Energy
- Qulliq Energy (Nunavut)

## Chine
- Huaneng
- China Datang

## Corée du Sud
- Kepco

## Côte d'Ivoire
- Compagnie ivoirienne d'électricité

## Djibouti
- Électricité de Djibouti (EDD)

## Égypte
- EEHC (Egyptian Electricity Holging Company) et NREA (New and Renewable Energy Authority (en))[5].

## Espagne
- Endesa
- Iberdrola

## Estonie
- Eesti Energia

## États-Unis
- Ameren
- American Electric Power
- Arizona Public Service
- Constellation Energy
- Dominion Resources
- DTE Energy
- Duke Energy
- Edison International
- Energy Northwest
- Entergy
- Exelon Corporation
- FirstEnergy
- Long Island Lighting Company
- Luminant
- NextEra Energy Resources
- Northern States Power
- Omaha Public Power District
- Pacific Gas and Electric Company
- Pennsylvania Power & Light
- Portland General Electric
- Public Service Enterprise Group (PSEG)
- Progress Energy
- Southern Nuclear
- South Carolina Electric & Gas Company (SCEG)
- South Mississippi Electric Power
- STP Nuclear Operating Company
- Tennessee Valley Authority
- Xcel Energy
- Yankee Atomic Power

## Finlande
- Fortum
- Helsingin Energia
- Kemijoki
- Pohjolan Voima
- Teollisuuden Voima Oyj (TVO)

## France
- Compagnie nationale du Rhône
- Total Énergies
- Électricité de Strasbourg
- Électricité de France
- Engie
- Société hydroélectrique du Midi
- Uniper France Power
- Usine d'électricité de Metz
- Albioma (ex Sechilienne-sidec)
- Futuren
- Vattenfall

## Guinée
- EDG (Électricité de Guinée)

## Îles Caïmans
- Contour

## Italie
- Enel
- Eni
- Energit
- Italenergia
- Edison

## Japon
- Tepco
- Kepco
- Chubu Electric Power
- Compagnie d'électricité de Kyushu
- Compagnie électrique Tōhoku
- Compagnie d'électricité de Chūgoku
- Compagnie d'électricité de Hokkaido
- Compagnie d'électricité Hokuriku
- Compagnie électrique de Shikoku
- Compagnie d'électricité de Okinawa

## Jordanie
- NEPCO

## Laos
- Électricité du Laos (EDL)

## Liban
- Électricité du Liban (EDL)
- Électricité de Zahlé (EDZ)

## Libye
- General Electricity Company of Libya (GECOL)

## Madagascar
- Jiro sy rano malagasy (Jirama)

## Malaisie
- TNB

## Mali
- Énergie du Mali

## Maroc
- Office National de l’électricité  et de l'eau potable (ONE)
- Compagnie Éolienne du Détroit (CED)
- Energie Éolienne du Maroc (EEM)
- Tarfaya Energy Company  (TAREC)

## Niger
- Société nigérienne d'électricité (NIGELEC)

## Nigeria
- National Electric Power Authority

## Norvège
- Hafslund
- Statkraft

## Portugal
- Electricidade de Portugal

## République démocratique du Congo
- Société nationale d'électricité (RDC)

## Royaume-Uni
- Centrica
- EDF Energy
- E.ON
- Scottish Power

## Russie
- RusHydro

## Sénégal
- Société nationale d'électricité du Sénégal

## Serbie
- Elektroprivreda Srbije (EPS)

## Suède
- Umeå Energi
- Vattenfall

## Suisse
- BKW FMB Energie SA
- EBM
- EGL
- Groupe E SA
- Grande Dixence S.A.
- Alpiq
- Axpo
- SIG
- Azienda Elettrica Ticinese

## Thaïlande
- Electricity Generating Authority of Thailand (EGAT)
- Electricity Generating Public Co., Ltd (EGCO)

## Tunisie
- Société tunisienne de l'électricité et du gaz (STEG)

## Viêt Nam
- EVN